# Franziskanerkloster Kulm

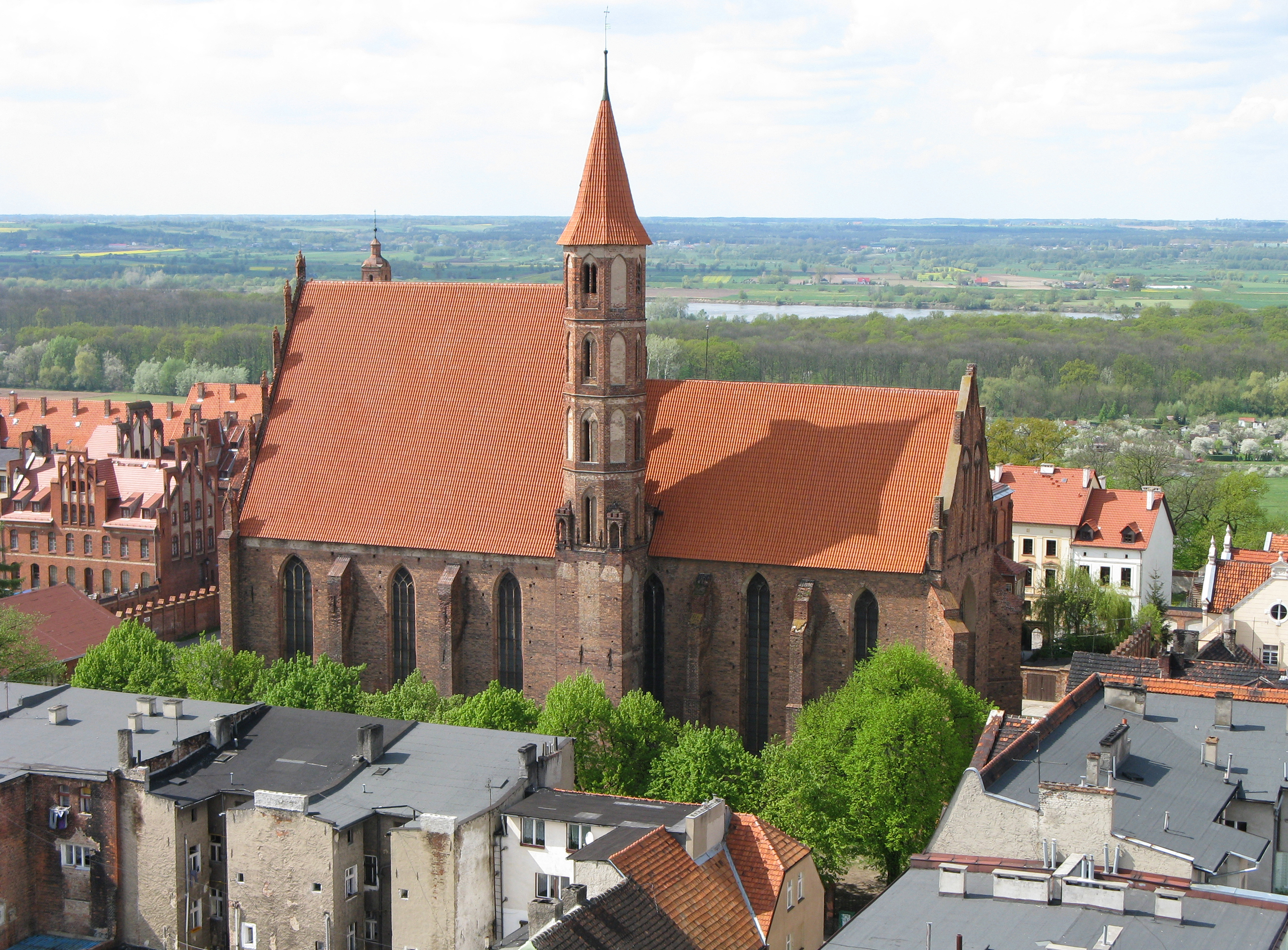
Kirche St. Jakobus und Nikolaus

Das Franziskanerkloster Kulm war eine Niederlassung der Franziskaner in Kulm (heute Chełmno) in Preußen. Sie bestand vom 13. bis zum 19. Jahrhundert.

## Lage
Das Kloster befand sich an der Kirche St. Jakobus und Nikolaus im Westen der Altstadt an der Stadtmauer. 

## Geschichte

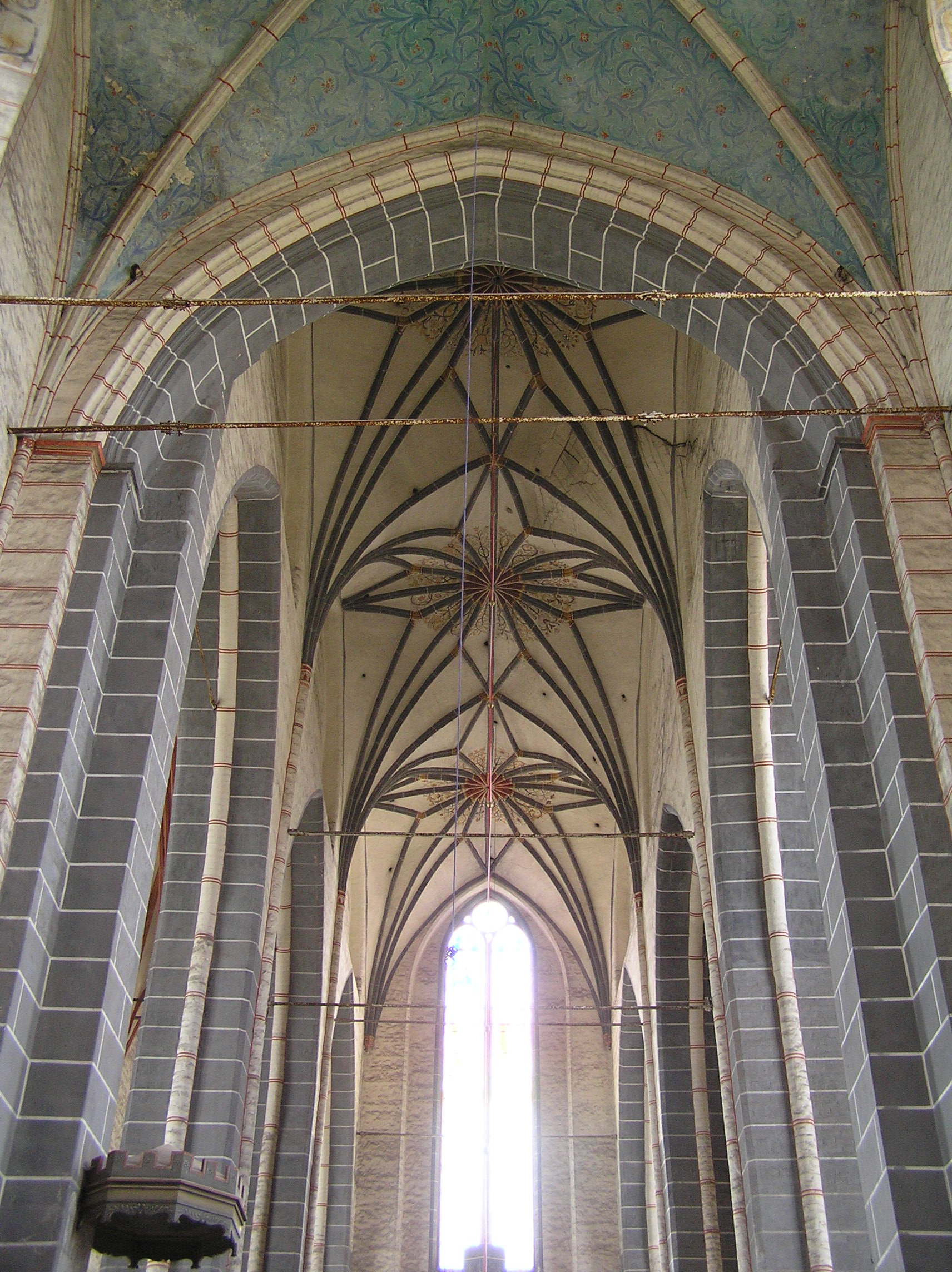
Mittelschiff nach Westen

Kulm war der Sitz des Deutschen Ordens im Kulmerland. 1255 kamen Brüder des 1210 gegründeten Franziskanerordens in die Stadt, für die der (Vize-)Landmeister Gerhard von Hirzberg 1258 ein Kloster gründete. Dieses war das zweite des Franziskanerordens im Ordensland Preußen (nach Thorn). Es gehörte zunächst zur polnisch-böhmischen Ordensprovinz, 1272 wurde es erstmals in der Sächsischen Provinz (Saxonia) genannt. Um 1346 wurde die neue Kirche geweiht.
Bei der Teilung des Ordens infolge des Armutsstreits 1517 trat der Konvent dem Zweig der Konventualen bei, der eine großzügigere Auslegung des Armutsgelübdes vertrat. 1539 hatten in Folge der Reformation alle Brüder das Kloster verlassen.
Um 1582 wurde ein neuer Franziskaner-Konvent gegründet. Nachdem Polnisch-Preußen 1772 zum Königreich Preußen gekommen war, wurde 1775 ein Verbot der Aufnahme von Novizen erlassen. 1806 wurde das Kloster aufgelöst, 1811 verließen die letzten Mönche die Gebäude. 
Die Anlage wurde zunächst dem Orden der Barmherzigen Schwestern übergeben, die 1822 in das leere Benediktinerkloster zogen. 1837 wurde auf dem Gelände ein neu gebautes Katholisches Gymnasium eröffnet, das 1868 die leerstehende Kirche zur Nutzung überlassen bekam. Seit 1939 wurde diese zur Unterbringung verschiedener Personen genutzt.
Seit 1945 ist die Kirche katholische Pfarrkirche.

## Architektur
Die Klosterkirche St. Jakob und Nikolaus (Kościół św. Jakuba i Mikołaja) ist eine dreischiffige Pseudobasilika mit einschiffigem Chor und ein Werk der Backsteingotik. Errichtet wurde im 3. Viertel des 13. bis ersten Viertel des 14. Jahrhunderts.